# Ятвезь (Дятловский район)
Я́твезь (бел. Ятвезь) — деревня в Дятловском сельсовете Дятловского района Гродненской области Белоруссии. По переписи населения 2009 года в Ятвези проживало 104 человека.

## Этимология
Название деревни образовано от имени народа ятвягов, одного из балтийских племён.

## География
Ятвезь расположена в 6 км к северо-западу от Дятлово, 152 км от Гродно, 20 км от железнодорожной станции Новоельня.

## История
В 1624 году упоминается в составе Дятловской (Здентельской) волости во владении Сапег.
В 1878 году Ятвезь — деревня в Дятловской волости Слонимского уезда Гродненской губернии (48 дворов, магазин). В 1880 году в Ятвези проживало 89 человек.
Согласно переписи населения 1897 года в Ятвези насчитывалось 309 домов, проживало 1874 человека, в том числе 1819 крестьян.
В 1921—1939 годах Ятвезь находилась в составе межвоенной Польской Республики. В сентябре 1939 года Ятвезь вошла в состав БССР.
В 1996 году Ятвезь входила в состав Вензовецкого сельсовета и колхоза «Заря». В деревне насчитывалось 87 хозяйств, проживало 172 человека.
13 июля 2007 года деревня была передана из Вензовецкого в Дятловский сельсовет.